# عين العقل
تشير عبارة «عين العقل» إلى قدرة الإنسان على التصور، بمعنى أنها تشير إلى ممارسة التخيل العقلي التصوري؛ وبعبارة أخرى قدرة المرء على رؤية الأشياء بواسطة العقل.

## الأساس المادي
إن الأساس البيولوجي لعين العقل لم يفهم بصورة كاملة بعد. لقد أظهرت دراسات التصوير بالرنين المغناطيسي الوظيفي أن نواة الجسم الركبي الوحشي ومنطقة القشرة البصرية الأولية في القشرة البصرية تنشطان أثناء عمليات التخيل الذهني. وفي هذا كتب راتي:
إن الجهاز البصري ليس طريقًا ذا اتجاه واحد. فالمناطق العليا في الدماغ يمكن أن ترسل أيضًا مدخلات بصرية إلى العصبونات بالمناطق السفلى بالقشرة البصرية. وباعتبارنا بشرًا فإن لدينا القدرة على الرؤية من خلال عيون العقل - للحصول على تجربة حسية أثناء غياب المدخلات البصرية. فعلى سبيل المثال، أظهر التصوير المقطعي بالإصدار البوزيتروني أنه عندما تكون الأشياء الموجودة بحجرة ما يُتخيل أنها عند الباب الأمامي تبدأ في التحرك إما إلى اليسار أو اليمين؛ فإن التنشيط يبدأ في القشرة البصرية والفص الجداري والفص الجبهي - وفي جميع مراكز عمليات الإدراك العليا بالدماغ.
إن المبادئ الأولية للأساس البيولوجي لعين العقل توجد في الأجزاء الأعمق بالدماغ أسفل القشرة الجديدة أو حيث توجد مراكز الإدراك. لقد تم اكتشاف أن المهاد منفصل عن المكونات الأخرى التي تعالج جميع أشكال البيانات الإدراكية بدلاً من مكونات الدماغ السفلية والعليا. وقد يؤدي تلف هذا المكوّن إلى تلف إدراكي دائم، فعندما يحدث تلف في القشرة المخية فإن الدماغ تتهيأ لحالة المرونة العصبية لإصلاح أي شيء يعوق الإدراك. يمكن الاعتقاد بأن القشرة الجديدة تعتبر مستودع تخزين ذاكرة معقدًا حيث يتم تقسيم البيانات التي يتم استلامها كمدخل من الأجهزة الحسية خلال القشرة المخية. وهذا يمكن أن يسمح بالضرورة بالتعرف على الأشكال، وبالرغم من فقد ترشيح المدخلات المنتجة داخليًا إلا أن المرء يمكن نتيجة لذلك أن يهلوس - حيث يمكن في المقام الأول أن يرى شيئًا ما لم يتم استلامه كمُدخل خارجي ولكنه في الواقع داخلي (بمعنى أن الخطأ في ترشيح البيانات الحسية المقسّمة من القشرة المخية يمكن أن يؤدي إلى أن يرى المرء شيئًا ما غير متوافق مع الحقيقة أو يشعر به أو يسمعه أو يتعرض له).
وفوق ذلك تعتبر الغدة الصنوبرية مرشحًا افتراضيًا لإنتاج عين العقل حيث افترض د.ريك ستراسمان وآخرون أنه خلال تجارب الاقتراب من الموت ورؤية الأحلام يمكن أن تفرز الغدة مادة كيميائية هلاوسية ثنائي ميثيل تريبتامين لإنتاج مرئيات داخلية عندما تتعرض البيانات الحسية الخارجية للانسداد. ومع ذلك فإن هذا الافتراض لا يزال يحتاج أن يدعمه دليل الكيمياء العصبية وآلية معقولة لإنتاج ثنائي ميثيل تريبتامين.

## الفلسفة
لا يعني استعمال عبارة عين العقل أنه يتضمن الإشارة إلى أن هناك مكانًا مفردًا أو وحدويًا بالعقل أو الدماغ يحدث فيه الوعي البصري. لقد انتقد العديد من الفلاسفة وجهة النظر هذه ومن بينهم دانيال دينيت أحد المشاهير. وبالرغم من ذلك إلا أن آخرين مثل جونجو مكفادين من جامعة سوري بالمملكة المتحدة ومتخصصة علم الأحياء العصبي النيوزيلندية سوزن بوكيت قد أشارا إلى أن المجال الكهرومغناطيسي للدماغ هو الوعي ذاته، ومن ثمّ فهذا يؤدي إلى إدراك أحادي الموقع.